# Giseli Gavio
Giseli Gavio (Juiz de Fora, 6 settembre 1967) è un'ex pallavolista brasiliana.
Giocava nel ruolo di schiacciatrice.

## Biografia
È la sorella di Giovane Gávio, anche lui pallavolista della nazionale brasiliana e giocatore nel campionato italiano di pallavolo maschile negli anni 90.

## Carriera

### Giocatrice

Un attacco di Gavio per il Matera nella finale play-off del campionato di Serie A1 1991-92

Ha esordito in Italia nella stagione 1990-91 con la Nausicaa Reggio Calabria.
Nel 1991 viene ingaggiata dal Matera con cui vince subito lo scudetto, il primo dei quattro consecutivi della società lucana, con cui resterà fino alla stagione 1993-94 vincendo anche due edizioni della Coppa CEV (1991 e 1992), una Coppa dei Campioni e una Supercoppa europea nel 1993, due Coppe Italia nel 1993 e 1994, e un totale di 3 campionati italiani: 1992, 1993 e 1994.
Nella stagione 1994-95 passa al Bergamo con cui terminerà la sua carriera indoor, rimanendo attiva fino al 1999 e vincendo con questa squadra altri 4 scudetti, 2 Coppe Italia, 2 edizioni della Supercoppa italiana e altre 2 Coppe dei Campioni.
Nei tre anni successivi ha partecipato a diversi tornei di beach volley, tra cui i Campionati europei 2001 a Jesolo, in coppia con Annamaria Solazzi, e l'Adecco Cup 2002 a Rimini, in coppia con Maria Clara Salgado.

### Dopo il ritiro
Nel 2022, nel trentennale del primo scudetto materano, viene insignita della cittadinanza onoraria di Matera assieme alle ex compagne Prikeba Phipps, Annamaria Marasi, Consuelo Mangifesta, Nada Zrilic, Krisztina Fekete, Barbara Leoni, Antonella Cataldo, Paola Franco e al tecnico Giorgio Barbieri.

## Palmarès

### Club
- Campionato italiano: 7

Matera: 1991-92, 1992-93, 1993-94
Bergamo: 1995-96, 1996-97, 1997-98, 1998-99
- Coppa CEV: 1

Matera: 1991-92
- Coppa Italia: 5

Matera: 1992-93, 1993-94
Bergamo: 1995-96, 1996-97, 1997-98
- Coppa dei Campioni: 3

Matera 1992-93
Bergamo: 1996-97, 1998-99
- Supercoppa europea: 2

Matera: 1993
Bergamo: 1996
- Supercoppa italiana: 2

Bergamo: 1997, 1998